# Троицкий, Артемий Кивович
Арте́мий Ки́вович Тро́ицкий (фамилия при рождении — Майданик; род. 16 июня 1955, Ярославль) — советский и российский рок-журналист, музыкальный критик, педагог, теле- и радиоведущий, писатель, актёр. Один из первых пропагандистов рок-музыки в СССР, инди (независимой) и электронной музыки в России. Член жюри, организатор и ведущий многочисленных концертов и фестивалей. Один из ведущих специалистов по современной музыке в России. В середине 2000-х организовал несколько музыкальных лейблов — «Прибой», «Zenith», «Zakat», под которыми выпускается малоизвестная в России музыка. Основатель независимой музыкальной премии «Степной волк» (2008—2014).

## Биография
Родился в семье политолога и историка-латиноамериканиста Кивы Львовича Майданика. Мать — Руфина Николаевна Троицкая, начальник отдела зарубежного книгообмена в ИНИОН РАН. Детство провёл в Праге, где его родители были сотрудниками журнала «Проблемы мира и социализма».
С 1972 года по 1974 год вёл дискотеки в главном корпусе МГУ, в кафе Б-4.
В 1977 году окончил Московский экономико-статистический институт по специальности «математик-экономист».
С 1978 года по 1983 год работал младшим научным сотрудником в Институте истории искусств. Был уволен, не успев защитить кандидатскую диссертацию на тему социологии популярной музыки.
С 1982 года по 1983 год был гитаристом группы «Звуки Му». Был в числе учредителей лейбла General records.
С 2001 года читал лекции по предметам «История индустрии развлечений» и «Музыкальная пресса» на факультете «Продюсирование и менеджмент в музыкальном шоу-бизнесе» Государственного университета управления.
С 2001 года по 2014 год вёл мастер-класс по музыкальной журналистике на журфаке МГУ. В интервью Троицкий отмечал, что его «выжили» из МГУ после 13 лет преподавания, а его лекции в вузе в последние годы работы пытались подвергать цензуре и «ставить на контроль».
В 2003—2004 гг. был председателем жюри Международного фестиваля этнической музыки «Саянское кольцо» в Шушенском (с 2012 года фестиваль называется «Мир Сибири»).
В 2011 году журналист подвергся всплеску судебных преследований за свои публичные высказывания. Всего исков было семь: пять гражданских и два уголовных, истцами в уголовных процессах выступили бывший полицейский Н. Хованский и музыкант В. Самойлов. В поддержку журналиста был организован концерт солидарности, который прошёл в московском клубе «Hleb» в июне 2011 года. На сцене клуба выступили Юрий Шевчук, Олег Нестеров, Ник Рок-н-Ролл, Вася Обломов, Владимир Рацкевич, Василий Шумов и группа «Центр», Пахом и Вивисектор, ElgreE, RE-pac, «отЗвуки Му», группы «Барто», «Штабеля», «Последний шанс», «Небесная канцелярия», «Дочь Монро и Кеннеди» и другие. В сентябре был также выпущен альбом-сборник «За Троицкого» с 23 треками от 23 музыкантов и коллективов. В декабре 2011 года уголовная статья за оскорбление была декриминализована, и соответствующие иски были прекращены.
С середины сентября 2014 года живёт в Эстонии, в Таллине, где занимается преподавательской деятельностью. Также преподаёт в Финляндии и Лондоне, проводит отдельные лекции во многих других городах мира.
В 2018 году в рамках московского Beat Film Festival состоялась премьера двухчасового документального фильма «Критик» (реж. Андрей Айрапетов), посвящённого фигуре Артемия Троицкого. Акцент в фильме сделан на молодых годах журналиста, а также на его активности в рок-сообществе в 1980-х годах.
13 января 2023 года Министерством юстиции России внесён в список физических лиц «иностранных агентов».

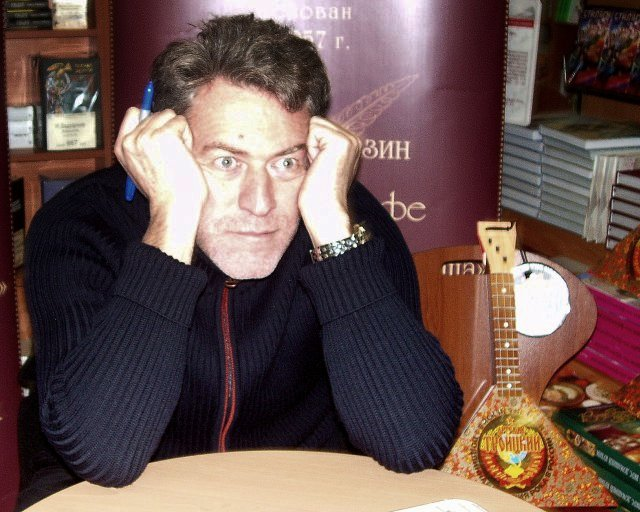
Артемий Троицкий, 2008 г.

### Журналистика
Дебют Троицкого как рок-журналиста состоялся в 1967 году, им была написана рецензия на альбом The Beatles «Sgt. Pepper's Lonely Hearts Club Band», опубликованная в школьном самодельном журнале. Писал о рок-музыке статьи в журнале «Ровесник» в то время, когда рок-музыка была в немилости у властей СССР. Первой такой публикацией стала статья о группе Deep Purple «Пятёрка тёмно-лиловых» в 1975 году.
В 1981 году входил в редакцию самиздат-журнала «Зеркало». Его публикации были запрещены в советской прессе с 1983 года по 1985 год.
С 1995 года по 1996 год был первым главным редактором русской версии журнала Playboy. Позднее сотрудничал с другими изданиями, в том числе с «Новой газетой» (с 1997 года, ведущий рубрики еженедельника «Новая газета. Понедельник», член редакции и автор музыкального приложения «Московский бит»). Музыкальный обозреватель газеты «Moscow Times».
В 2000 году начал редактировать колонку «Диверсантъ-Daily» на портале estart.ru, выросшую в отдельный интернет-проект Троицкого «Диверсант-Daily» (в настоящий момент не поддерживается). Является экспертом Международного экспертного совета Виртуального продюсерского центра «Record v 2.0».
В 2011 году начал читать цикл лекций для лектория «Прямая речь» об истории поп-музыки.

### Авторские программы на телевидении
Первым телевизионным опытом журналиста стала посвящённая видеоклипам программа «Video ritmi» на латвийском телевидении, которую Артемий Троицкий вёл вместе с Янисом Шипкевицсом и Юрисом Подниексом в 1983—1986 годах.
В 1989 году участвовал в создании телепередачи «Программа А», в которой вёл рубрику «Авангард».
С 1991 по начало 1994 года работал в ТО «Артель» Российского телевидения, возглавлял отдел музыкальных программ на РТР (ныне «Россия-1»). Инициировал появление музыкальных телепрограмм «Рок-кафе», «Джаз Тайм», «Тишина № 9», «Музыка в стиле Пепси», «Мировая деревня», «Экзотика», «Росмузимпорт».
После этого в январе 1994 года по приглашению Леонида Парфёнова Троицкий переходит на НТВ, где начинает делать программу «Кафе Обломов». Последующие два года, параллельно с ведением данной передачи, являлся директором музыкального вещания НТВ. В 1997 году «Кафе Обломов» выходило на РТР. В 2019 году программа была ненадолго возрождена на телеканале RTVI (вышло всего пять выпусков). Выпуск второй версии программы, по словам Троицкого, был прекращён в связи с тем, что его отношения с этим каналом не сложились.
«Кафе Обломов» является самой известной программой Артемия Троицкого. В классическом формате программы журналист и его гость — какой-нибудь музыкант, — полулежали на диване, вели неспешную беседу, смотрели несколько свежих российских и иностранных музыкальных видео и обменивались короткими репликами об увиденном. В рамках передачи Артемий Троицкий взял несколько интервью у мировых знаменитостей, например, у Дэвида Боуи, но эти интервью выглядели более стандартно — без дивана, подушек и без просмотра музыкальных видео.
В разные годы вёл на телеканале «Культура» программы «Культтовары» (1999) и «Короли песни» (2010—2011). Являлся постоянным музыкальным экспертом в телешоу «Земля — Воздух» на телеканалах ТВ-6 и ТВС (2001—2003).
В 2004 году делал для REN-TV передачу «Признаки жизни». Внутри программы имелась вставка — рубрика «Розовый блок», которую вёл друг Артемия Троицкого и звезда «Пиратского телевидения» известный художник Владик Монро. В конце 2000-х на «Style TV» вёл передачу «Профессор Троицкий и товарищ Артём».
В 2010—2013 годах вёл телепрограмму «Опыт рока: Год за годом» на интернет-телевидении TVJam (выпуски о 1955—1988 годах, каждому году посвящались по две передачи). В 2013—2016 годах новые выпуски проекта (о 1989—1997 годах) снимались на деньги, собранные при помощи краудфандинговой платформы «Planeta.ru», и публиковались на видеохостинге «Vimeo».
В 2015 году начал вести авторскую передачу «Разноцветные новости» на эстонском русскоязычном телеканале ARU TV, в которой комментировал общественно-политические новости из России. Сейчас программа носит название «Хижина дяди Тёма». На начало 2019 года Артемий Троицкий является самым популярным колумнистом ARU TV.

### Авторские программы на радио
Основной радиопередачей Артемия Троицкого является программа, которая сначала называлась «Ковчег дяди Ко» (1990—1996), потом продолжительное время — «FM Достоевский» (1996—2013), позже — «Стерео-Вуду» (2013—2015), «Записки из подполья» (2016—2017) и «Музыка на „Свободе“» (2016 — по настоящее время). В передаче автор знакомит слушателей с недавно вышедшей музыкой, которая не подпадает под форматы остальных радиостанций и не была издана мэйджор-лейблами. Ещё одной заботой ведущего является то, чтобы эта музыка была из самых разных точек Земли. За годы существования программы в ней прозвучали мелодии из 80—90 % стран мира, включая островные микрогосударства.
- Под названием «Ковчег дяди Ко» передача выходила на радиостанциях: «Всесоюзное радио», «Радио Максимум» и «Радио 101» (1990—1996).
- Под названием «FM Достоевский» передача выходила на радиостанциях: «Европа Плюс», «Радио 101», «Эхо Москвы» и «Финам FM» (1996—2013, дольше всего на «Эхе Москвы»)[43].
- Под названием «Стерео-Вуду» передача выходила на радио «Rock FM» (2013—2015).
- Под названием «Записки из подполья» программа просуществовала полтора года на петербургском интернет-радио «Imagine» (2016—2017). Параллельно с «Записками» на интернет-радио выходила ещё одна передача А. Троицкого под названием «Песни и пляски».
- Под названием «Музыка на „Свободе“» передача выходит на радио «Свобода» (2016 — по настоящее время).

В современной версии передачи в середине каждого выпуска имеется тематический блок продолжительностью в 4-6 композиций, в котором журналист фокусируется на музыке одного исполнителя, одного направления или из какого-нибудь одного региона (в конце 1990-х в программе «FM Достоевский» были такие же тематические блоки). Тематическая часть публикуется на сайте «Свободы» дополнительно в виде журналистского очерка с музыкальными вставками с популярного видеохостинга «YouTube». Программа «Музыка на „Свободе“» распространяется также и через подкаст-платформы.
В начале 2017 года у Артемия Троицкого одновременно на двух радиостанциях выходили три еженедельные радиопередачи — «Записки из подполья», «Песни и пляски» и «Музыка на „Свободе“», но эта ситуация просуществовала всего несколько месяцев.
В середине 2000-х годов у Артемия Троицкого на «Эхе Москвы» выходила ещё одна еженедельная музыкальная программа — «Красный уголок».

### Организация концертов
В конце 1970-х — начале 1980-х годов организовывал подпольные концерты и фестивали советских рок-групп и исполнителей, среди которых были «Машина времени», «Динамик», «Аквариум», «Зоопарк», «Автоматические удовлетворители», «Кино». Был организатором и членом жюри фестиваля «Весенние ритмы. Тбилиси-1980», благодаря которому группы «Машина времени», «Магнетик бэнд», «Аквариум» и «Автограф» приобрели широкую известность. Был одним из первых, кто заметил талант Василия Шумова и группы «Центр», а позже — Александра Башлачёва, которым в дальнейшем всячески помогал.
В конце 1980-х инициировал концертные выступления за пределами СССР таких групп, как «АВИА», «Звуки Му», «Игры», «Телевизор», «Браво».
Троицкий был координатором проведения Музыкального Фестиваля свободы в Москве, намеченного на конец сентября 1991 года, с участием зарубежных звёзд первой величины. Идея его проведения созрела в дни августовского путча. Американский промоутер Билл Грэм, известный организацией крупнейших рок-фестивалей Fillmore East и Fillmore West в США, занялся его подготовкой. Список из 11 исполнителей был опубликован в газете «Московский комсомолец» и включал Питера Гэбриэла, Ринго Старра, Боба Дилана, а также группы Rolling Stones, Eurythmics, U2, площадку предполагалось выделить на одной из площадей в центре города. Однако вокруг фестиваля возникла обстановка международной интриги, список участников сократился до четырёх, а на ту же дату конкурентами было заявлено альтернативное шоу — «Монстры рока» на Тушинском аэродроме, в результате только оно и состоялось.
В конце 1990-х — начале 2000-х вместе с Ириной Щербаковой основал букинг-агентство Caviar Lounge, которое в течение многих лет организует российские концерты зарубежных артистов — Suicide, Sonic Youth, Blondie, Massive Attack, Morcheeba, Stereo Total, Mouse On Mars, De Phazz, Fantastic Plastic Machine, Scissor Sisters, Les Hurlements d’Léo, Panic! At the Disco, Two Door Cinema Club, Джули Круз и других.

#### Фестиваль Britronica
В 1994 году вместе с британским промоутером Ником Хоббсом организовал четырёхдневный фестиваль современной британской электроники в Москве под названием Britronica. На фестивале впервые в России выступили такие звёзды техно и эмбиента как Aphex Twin, Алекс Патерсон из Orb, Autechre, Banco de Gaia, Ultramarine, Transglobal Underground, Bark Psychosis, диджей Пол Окенфолд и Брюс Гилберт из Wire. Вместе с музыкантами на фестиваль приехал журналист NME Руперт Хоу, написавший по результатам путешествия большой репортаж в своё издание.
Выступления проходили на четырёх московских площадках, основной из которых являлся зал МДМ, в то время функционировавший в качестве ночного клуба. Публика в МДМ с восторгом принимала сеты музыкантов, но проблема была в том, что этой публики было совсем немного — в разные дни от 150 до 300 зрителей вместо запланированных двух тысяч. В других клубах ситуация была ещё хуже: как посетители, так и владельцы клубов активно не принимали современную сложную электронику, сеты музыкантов прерывались и иностранных гостей заменяли местными диджеями с более попсовым репертуаром, часть выступлений были сорваны по техническим причинам. Имели место стычки музыкантов с охраной клубов. Помимо всего, в первые дни проведения фестиваля Ричард Джеймс (он же Aphex Twin) получил серьёзное пищевое отравление и был госпитализирован.

#### Концерт День рождения Виктора Цоя
21 июня 2002 года организовал в спортивно-концертном комплексе «Петербургский» концерт-трибьют группы «Кино» «День рождения Виктора Цоя», посвящённый 40-летию со дня рождения Виктора Цоя. Также он выступил ведущим этого концерта, а Moroz Records выпустила музыкальный альбом с его записью.

### Создание музыки

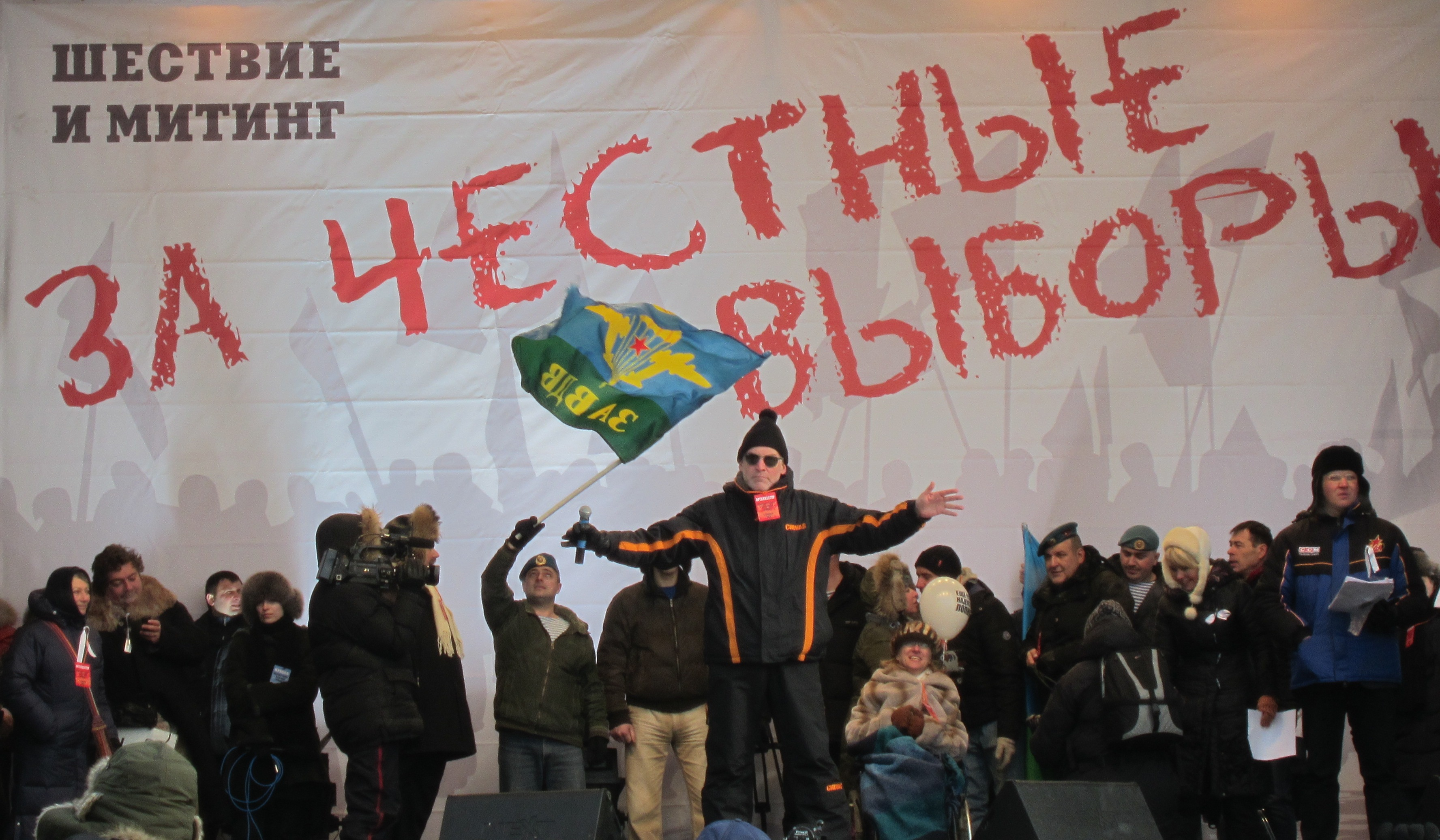
Артемий Троицкий исполняет песню «Ша Пу На На» на трибуне митинга «За честные выборы» 4 февраля 2012 года на Болотной площади в Москве

Александр Липницкий упоминает, что первый певческий опыт Артемия Троицкого состоялся в 1986 году в ДК ИАЭ им. Курчатова, когда они вместе с группой Василия Шумова «Центр» исполняли рок-оперу «Артюр Рэмбо». Тогда от смущения рок-мэтр прятался за колонкой.
Артемий Троицкий записал несколько песен в рамках своего собственного проекта «Советское порно». Первой записью был кавер на Аллу Пугачёву (песня «Королева»), записанной с совместно с Романом Белавкиным (Solar X). Вторым треком стала песня «Снег с её волос», записанная с музыкантом Олегом Нестеровым для фильма «Даун Хаус». Третий трек, «Я подарил тебе весну», был записан совместно с Андреем Самсоновым для сборника, посвящённого памяти Дюши Романова «Мой друг музыкант».
С Михаилом Антиповым (The Vivisectors) Артемий Троицкий записал ещё два трека — «Агент 008» и «Ша Пу На На».

## Личная жизнь
- Первая жена: ни имени, ни периода существования их семьи неизвестно[47].
- Вторая жена (до 1995 года) — Светлана Куницына, искусствовед, культурный обозреватель[23][48].
- Третья жена (с 1995 по 2006 год) — Марианна Сергеевна Орлинкова, журналист, обозреватель газеты «Известия» и журнала «Cosmopolitan»[49][50].
- Четвёртая жена (с 2009 года) — Вера Марченкова, имеет белорусское гражданство[51][52].

От разных браков у Артемия трое детей — Александра (род. 1998), Иван (род. 2002) и Лидия (род. 2010).

## Фильмография
| Год  |   | Название                                    | Роль                              |
| ---- | - | ------------------------------------------- | --------------------------------- |
| 1994 | ф | Хозяева СССР, или Обезьянье Рыло (НОМФИЛЬМ) | Имя персонажа не указано          |
| 2000 | ф | «Даун Хаус»                                 | Тоцкий                            |
| 2003 | ф | Paul Mccartney In Red Square                | камео                             |
| 2004 | ф | Молоды и счастливы                          | колдун вуду                       |
| 2005 | ф | Арье                                        | криминальный авторитет            |
| 2005 | ф | Дневной Дозор                               | гость на дне рождения             |
| 2007 | ф | Неваляшка                                   | Валентин Георгиевич, отец Татьяны |
| 2007 | ф | Глянец                                      | Марк, вор в законе                |
| 2011 | ф | Звёздный ворс                               | Господь Бог                       |
| 2014 | ф | Гена Бетон                                  | партийный руководитель            |
| 2021 | ф | Марш утренней зари                          | ветеран сцены                     |

## Общественная позиция
- В октябре 2008 года подписал открытое письмо-обращение в защиту и поддержку освобождения юриста нефтяной компании ЮКОС Светланы Бахминой[54].
- В январе 2010 года в интервью интернет-журналу SLON заявил: «Я считаю русских мужчин в массе своей животными, существами даже не второго, а третьего сорта»[23].
- Принимал участие в митингах «За честные выборы»: 24 декабря 2011 года — на проспекте Сахарова[55], а также 4 февраля 2012 года — на Болотной площади в Москве[56].
- 3 апреля 2014 года, в свете развития событий вокруг аннексии Крыма, в интервью программе «Особое мнение» на радио «Эхо Москвы» Троицкий подверг резкой критике Россию и лично президента Путина за внешнюю политику по отношению к Украине, в частности, российскую военную интервенцию на Украину в марте 2014 года и проведённый 16 марта 2014 года крымский референдум[57]. Подписал соответствующее обращение[58].
- 2 ноября 2015 года в интервью Европейскому радио для Беларуси на вопрос «Какой вам видится Россия сегодня?» заявил: «Это страна тупиковая, бесперспективная, противная, малоприспособленная для жизни и полностью лишённая элементарных прав и удобств современной цивилизации», а также: «Говорят, что страна будет проваливаться всё глубже в кризис, зависнет у некоего дна на сколько-то лет, а потом постепенно начнёт выкарабкиваться. Для меня худшей картины, чем эта, быть не может. Я бы хотел, чтобы Россия распалась, чтобы на улицах появились дикие звери. По той простой причине, что это означает те самые перемены, о которых когда-то пел Виктор Цой»[59].
- В интервью в декабре 2015 года охарактеризовал Путина как «злодея и прагматика»[5].
- В феврале 2022 года выступил против полномасштабного вторжения России на Украину[60].

## Книга «Back in the USSR»

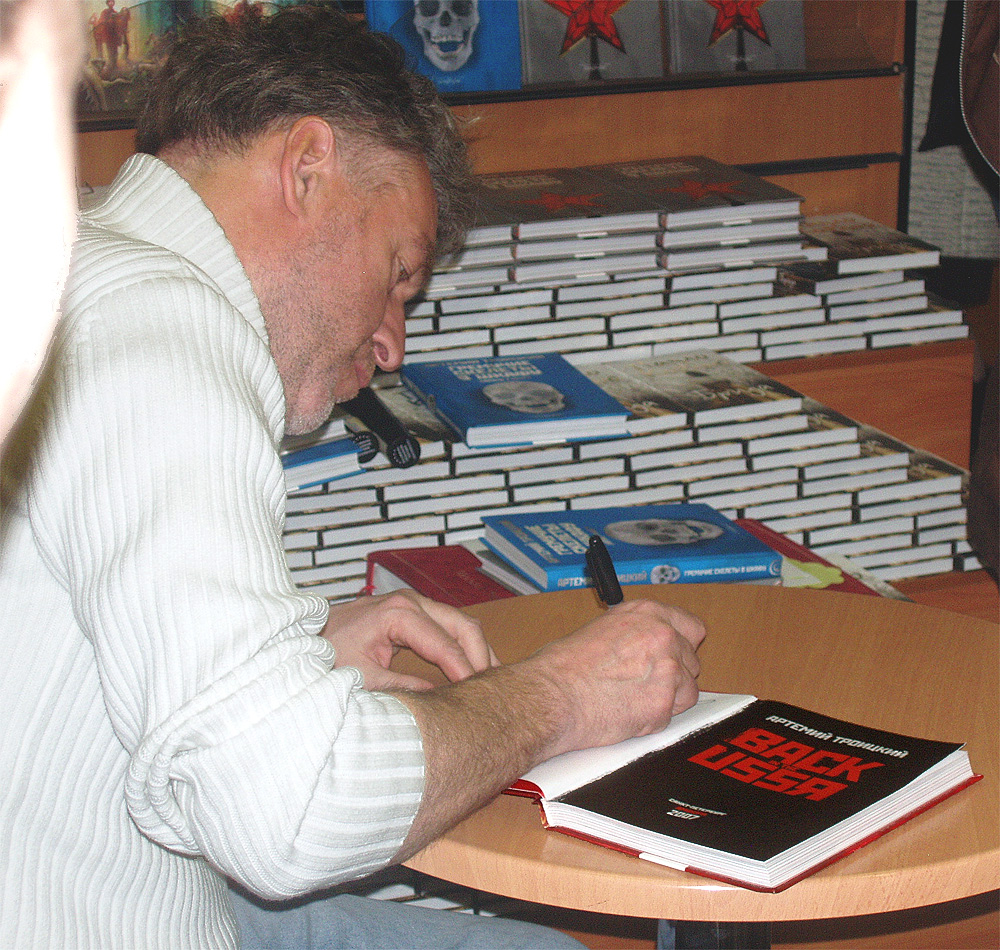
Автограф-сессия. Артемий Троицкий подписывает очередное переиздание книги «Back in the USSR». 2008 год

В 1987 году Артемий Троицкий выпустил в Англии (затем в других странах Европы, Америке и Японии) книгу «Back in the USSR. The True Story of Rock in Russia» («Обратно в СССР. Правдивая история рока в России»), в которой впервые описывалась история русского рока. В СССР книга вышла лишь в 1991 году под названием «Рок в Союзе: 60-е, 70-е, 80-е…»
Значительно позже, в 2007 году, русскоязычной версии было возвращено оригинальное название «Back in the USSR», а в 2009 году книга была издана в аудиоформате. Чтецами выступили сам автор и актёр озвучивания Александр Клюквин.

## Критика со стороны музыкантов
Александр Градский: «Троицкий часто играл роль организатора мнения о том или ином человеке. Но ни разу такого мнения организовать не сумел. Сколько я его помню, никто из предполагаемых им звёзд звездой не стал. Он за всеми как бы успевал, когда это уже становилось явлением. Одной из его действительных удач стала организация нескольких квартирных концертов Башлачёва».
Об Артемии Кивовиче в репертуаре ансамбля «Тараканы!» имеется песня под названием «Мистер музыкальный критик», в которой подвергается сомнению ценность деятельности музыкального критика как в целом, так и на примере Троицкого.
Также Троицкий упоминается в песне группы Чайф — «Пригородный блюз № 3», рэп-группы Иезекииль 25:17 — «Уличная сага», рэпера Карандаша — «Американщина».
На концерте памяти А. Башлачёва Егор Летов обвинил Артемия Троицкого в коммерциализации советской рок-музыки.
Группа Кино (тогда ещё «Гарин и Гиперболоиды») посвящает Троицкому песню «Блюз Артему Троицкому».

## Киновоплощения
- Роль Артемия Троицкого в фильме Кирилла Серебренникова «Лето» сыграл Андрей Ходорченков[65].

## Дискография
- 2002: концерт «День рождения Виктора Цоя», трибьют группы «Кино» к 40-летию со дня рождения Виктора Цоя. Артемий Троицкий выступил его организатором и ведущим, записал вступительное слово.

## Награды
- Медаль «Защитнику свободной России» (1994)[66].
- 22 октября 2011 года Троицкий был награждён премией Tampere Music Award за «ключевую роль, которую он сыграл в развитии российского альтернативного рока в 1980-е годы»[67].